# 미토학
미토학(일본어: 水戸学)은, 일본 히타치에 소재했던 에도 시대의 번(藩)인 미토 번(지금의 이바라키현 미토시)을 중심으로 형성된 학문으로, 일본에서 파생된 유학 사상이라 할 수 있다.
미토학이라는 호칭이 처음 쓰인 것은 에도 시대 말기인 덴포 시기의 일로 미토학은 덴포학이라고도 불렸으며 역시 지명 '미토'에서 따 온 "스이후학"(水府学 스이후가쿠[*])이라 불리기도 했지만, 메이지 유신 이후 일반적으로 "미토학"이라 부르게 되었다.
미토학은 크게 "전기"와 "후기"로 나뉘는데 두 번째 미토 번주 도쿠가와 미쓰쿠니가 학자들을 모아 《대일본사》를 편찬하면서 형성한 학풍을 "전기 미토학", 아홉번째 미토 번주 도쿠가와 나리아키가 설치한 고도칸(弘道館)을 중심으로 발달한 학풍을 "후기 미토학"이라 부른다.
전기 미토학은 주자학을 바탕으로 역사를 연구하는데 중점을 둔 반면, 후기 미토학은 오규 소라이와 고쿠가쿠 사상의 영향을 받아 발달했으며, 후지타 유코쿠, 아이자와 야스시 등이 주도했다. 후기 미토학은 존왕사상을 주장했지만, 에도 막부를 반대하던 토막파의 존왕양이 사상과는 달리 천황의 권위를 바탕으로 막부 중심의 정치 개혁을 시행해야 한다고 주장했다.

## 개요

### 전기 미토학
메이레키(明暦) 3년(1657년) 미토 번의 세자(世子) 도쿠가와 미쓰쿠니(徳川光圀)는 에도(江戸) 고마고메(駒込)의 별저(別邸) 안에 사국(史局)을 세우고 기전체(紀伝体) 형식의 일본통사 편찬 사업을 시작한다. 미쓰쿠니가 번주가 된 뒤인 간분(寛文) 3년(1663년)에 이르러 사국은 고이시카와 저택(小石川邸)으로 옮겨졌고 쇼고칸(彰考館)이라 불리게 되었다.
훗날 《대일본사》라 불리며 미토학, 나아가 에도 시대 일본 학술사의 위대한 학문적 성취 가운데 하나로 꼽히게 될 이 일본의 통사가 편찬되던 미토의 사국에는 당초 막부의 유학 교육을 맡고 있던 하야시 라잔의 문파 출신으로 미토 번에 출사한 자들이 많았는데, 간분 5년(1665년) 명 왕조의 옛 신하로 일본에 망명 중이던 주순수(朱舜水)도 미토로 초빙되었다. 양명학을 수용한 인물로써 실학파이기도 했던 그는 번주 미쓰쿠니의 우대를 받았다. 주순수 이후로도 차츰 편집원은 수를 늘려 간분 12년(1672년)에는 24명, 조쿄(貞享) 원년(1684년) 37명, 겐로쿠(元禄) 9년(1696년) 53명이 되어 4~50명 선에서 안정되었다. 전기 창고관의 편집원은 미토 번 출신자들보다 다른 번, 특히 천황이 머무는 교토 인근에 해당하는 긴키 지역으로부터 초빙된 자들이 많았다.
편집 과정에 있어 첫 번째 목적인 《대일본사》의 편찬 외에도 와분(和文) ・ 와카(和歌) 등의 일본 전통 문학, 천문 ・ 역학(暦学) ・ 산수 ・ 지리 ・ 신토(神道) ・ 고문서 ・ 고고학 ・ 병학(兵学) ・ 서지(書誌) 등 많은 저서 편찬물을 남겼다. 실제로 편집원을 각지로 파견하여 고증이나 인용한 출전 명기, 사료 ・ 유물 보존에 힘을 쏟았다 하는 등의 특징이 있다. 이 무렵을 대표하는 학자로써 나카무라 고켄(中村顧言, 고케이篁溪), 삿사 무네키요(佐々宗淳), 마루야마 요시즈미(丸山可澄, 가쓰도活堂), 아사카 단파쿠(安積澹泊), 구리야마 센포(栗山潜鋒), 우치코시 나오마사(打越直正, 보쿠사이撲斎), 모리 쇼켄(森尚謙), 미이케 간란(三宅観瀾) 등이 있다.
《대일본사》의 편찬 방침에 있어 남조정통론(南朝正統論)을 제창한 것은 후세 일본에 큰 영향을 주었다(남북조정윤론). 다만 막부의 최측근 인사였던 미쓰쿠니에게 있어서는 북조 및 무가 정권의 확립을 이단시할 수도 없었고 그러려고 하지도 않았으며, 그것을 명분론을 토대로 하면서 어떻게 합리화할 것인가가 주요한 연구 과제였다.
미쓰쿠니가 세상을 떠난 뒤에도 《대일본사》의 편찬 사업은 계속되었다. 그러나 겐분(元文) 2년(1737년) 아사카 단파쿠가 세상을 떠난 뒤 《대일본사》의 수사(修史) 사업은 50년간 중단 상태가 된다.

### 후기 미토학
《대일본사》 편찬 사업은 이윽고 미토 번 6대 번주 하루모리의 대에 이르러 쇼고칸 총재(彰考館総裁) 다치하라 스이켄(立原翠軒)을 중심으로 재개되었다.
이 무렵 번내 농촌의 황폐화나 에조치(蝦夷地)로부터 러시아 선박이 출몰하는 등 안팎으로 잠잠할 날이 없었던 상황에서 위기감이 고조되었다. 한편으로 미토 번은 심각한 재정난에 빠져 있어 관에 소속된 인원들은 편집 작업에 더 머무르지 못하고 농정(農政) 개혁이나 대러시아 외교 등 구체적인 번 안팎의 여러 문제 개혁에 나서게 되었다.
스이켄의 제자로는 고미야마 후켄(小宮山楓軒), 아오야마 노부유키(青山延于) 그리고 후지타 유타쿠(藤田幽谷) 등이 있었다. 후지타는 간세이(寛政) 3년(1791년) 후기 미토학의 선구로 평가되는 정명론(正名論)을 저술한 뒤 9년에 번주 하루야스에게 올린 의견서가 번의 정치를 비판하는 과격한 내용이라는 이유로 처벌되어 《대일본사》 편수직에서도 면직되고 좌천된다. 이 무렵부터 《대일본사》 편찬 방침을 둘러싸고 스이켄과 유타쿠 사제간에는 대립이 깊어져 스이켄은 유타쿠를 파문하기에 이르렀지만, 교와(享和) 3년(1803년) 유타쿠는 도리어 스이켄 일파를 물러나게 하고 분카(文化) 4년(1807년) 자신이 총재로 취임했다. 유타쿠 문하 아이자와 세이시사이(会沢正志斎), 후지타 도고(藤田東湖), 도요타 덴코(豊田天功) 등이 그뒤 미토 학파의 중심이 된다.
분세이(文政) 7년(1824년) 미토 번 경내에 있는 오쓰 촌(大津村)에서 영국 포경선 선원 12명이 물과 식료를 구하러 상륙하는 사건이 벌어졌다. 당시 막부의 대응은 이들 포경선원의 요구를 그대로 들어주는 것이었고(기존 막부의 쇄국정책은 네덜란드와 조선, 청 등 일부 국가가 제한된 항구에 오는 것 외에 다른 지역에 상륙한 외국인은 이유를 불문하고 처형하도록 하였다) 유타쿠 일파는 이 대응을 약요弱腰 즉 굴종이라고 지적하고 미토 번에서는 양이 사상이 드높아지게 되었다. 사건 이듬해에 아이자와 세이시사이는 존왕양이(尊王攘夷) 사상을 이론적으로 체계화한 《신론》(新論)을 저술했다. 이 《신론》은 막부 말기의 지사들에게 큰 영향을 주었다(《신론》은 한국어로도 번역되어 있다)
덴포(天保) 8년(1837년) 9대 번주 나리아키(斉昭)는 번교(藩校) 즉 번의 무사 및 그 자제들을 대상으로 하는 번립 학교로써 고도칸(弘道館)을 세웠다. 총재 아이자와 세이시사이가 교수두(教授頭)가 되었다. 이 고도칸의 교육 이념을 보여주는 것이 「고도칸키」(弘道館記)로, 도쿠가와 나리아키가 썼다고 널리 알려져 있지만 실제 그것을 기초한 자는 유타쿠의 아들인 후지타 도코였고, 거기에서 기존의 존왕양이에서 ‘왕’을 ‘황’으로 바꾼 「존황양이」(尊皇攘夷)라는 말이 처음으로 쓰였다. 그러나 도쿠가와 나리아키의 개혁은 고카(弘化) 원년(1844년) 나리아키가 돌연 막부로부터 개혁이 과격하다는 지적에 이어 번주 사임 및 근신 처분을 받으며 좌절되었다. 나리아키의 측근인 개혁파 가신들도 마찬가지로 근신형에 처해졌다.
이 근신 중에 후지타 도고가 집필한 것이 「고도칸키」의 해설서인 「고도칸키 술의」(弘道館記述義)이다. 여기서 도고는 모토오리 노리나가(本居宣長)의 고쿠가쿠(国学)를 대폭 채용하여 유학의 입장에서 아이자와 등의 비판을 초래하면서도 존왕(尊王)의 절대화와 함께 광범위한 민중 동원을 기도하는 사상은 고도칸의 교육 방침뿐 아니라 번의 정치에까지 큰 영향을 주었다. 이 시기에 도고가 지은  「회천시사」 (回天詩史)의 문천상의 정기가에 화답하여(和文天祥正気歌, 약칭 정기가正気歌)는 좌막(佐幕) ・ 도막(倒幕) 할 거 없이 모든 지사가 애독하였다.
가에이(嘉永) 6년(1853년)의 이른바 흑선 내항은 미토 번 개혁파들의 복권을 야기하였다. 나리아키는 막부 정치 참여직에 취임, 도고 등도 나리아키의 측근으로 등용되어 농병(農兵) 편성 등의 군사 개혁이 추진되었다. 그러나 안세이 대지진(安政の大地震)으로 도고가 사망하고 안세이 대옥사(安政の大獄)로 나리아키가 다시금 처벌되기에 이르러 미토 번은 정치적 ・ 사상적으로는 혼미한 상황이 더욱 깊어졌다.
미토 번은 그후 안세이(安政) 5년(1858년)의 고메이 천황의 무오밀지(戊午の密勅)에 대한 반답 문제、이듬해 6년(1859년) 나리아키의 영구 칩거를 포함한 안세이 대옥사, 겐지(元治) 원년(1864년)의 덴구토(天狗党) 사건, 이에 대한 쇼세이도(諸生党)의 탄압에 메이지 유신 뒤 덴구토의 보복 등 격렬한 내부 항쟁으로 피폐해지고 말았다.

### 메이지 유신 이후
메이지 유신에서 제2차 세계대전 패전에 이르기까지 미토학은 그 원류이기도 한 도쿠가와 미쓰쿠니와 더불어 일본 사회에서 지극히 칭송되었고 찬양을 받았다. 특히 1890년(메이지 13년) 메이지 천황의 미토 행차 직후 발호된 이른바 교육칙어는 「국체」(国体)나 「사도」 (斯道) 등 미토학에 있어 중심적으로 쓰였던 용어들이 많이 사용되었으며 그 내용도 미토학의 영향이 두드러진 것이었다.
메이지 천황은 미쓰쿠니 ・ 나리아키에게 정1위(正一位) 관위를 추증하고, 그 뒤 미쓰쿠니 ・ 나리아키를 제향하는 신사가 세워짐에 즈음하여 도키와 신사(常磐神社)라는 사호(社号)와 각각의 신호(神号)를 하사하고 별격관폐사(別格官幣社) 반열에 두었다.
1906년(메이지 39년) 미토학의 명저로 꼽히게 될 대저술 《대일본사》가 편찬 시작 249년 만에 전402권으로 완성되어 메이지 천황에게 올려졌다. 그 편찬에 사용된 사서를 보존하기 위한 비용이 하사라는 명목으로 지급되었으며, 이를 토대로 쇼고칸 문고(彰考館文庫)가 세워졌다. 나아가 《대일본사》 편찬의 공적으로 미토 도쿠가와 가를 도쿠가와 종가나 고셋케(五摂家) 등과 같은 공작(公爵)의 작위를 주었다. 한편 메이지 천황이 세상을 떠난 뒤에 자결한 노기 마레스케(乃木希典) 일본 육군 대장은 자결하기 전에 당시의 황태자 히로히토(裕仁)에게 미토학과 관련한 서적을 바쳤다고 한다.
패전 뒤 미토학은 일본에서 천황제, 군국주의를 뒷받침한 사상이라 하여 부정적으로 다루어졌으며 패전 이전만큼의 칭송도 찬양도 받지 못하게 되었다. 현대 일본에서 미토학은 이바라키현(茨城県)의 미토시에 있는 미토 사학회(水戸史学会)에서 연구되고 있다. 관광 명소로 활용함에 있어서 미토시는 2018년 1월 미토성(水戸城) 터 및 고도칸 등에 이르는 약 2.8 km의 길을 「미토학의 길」(水戸学の道)이라 정하였다.

## 같이 보기
- 미토가쿠 - 브리태니커 백과사전 (다음백과 미러)